# Rémy Martin

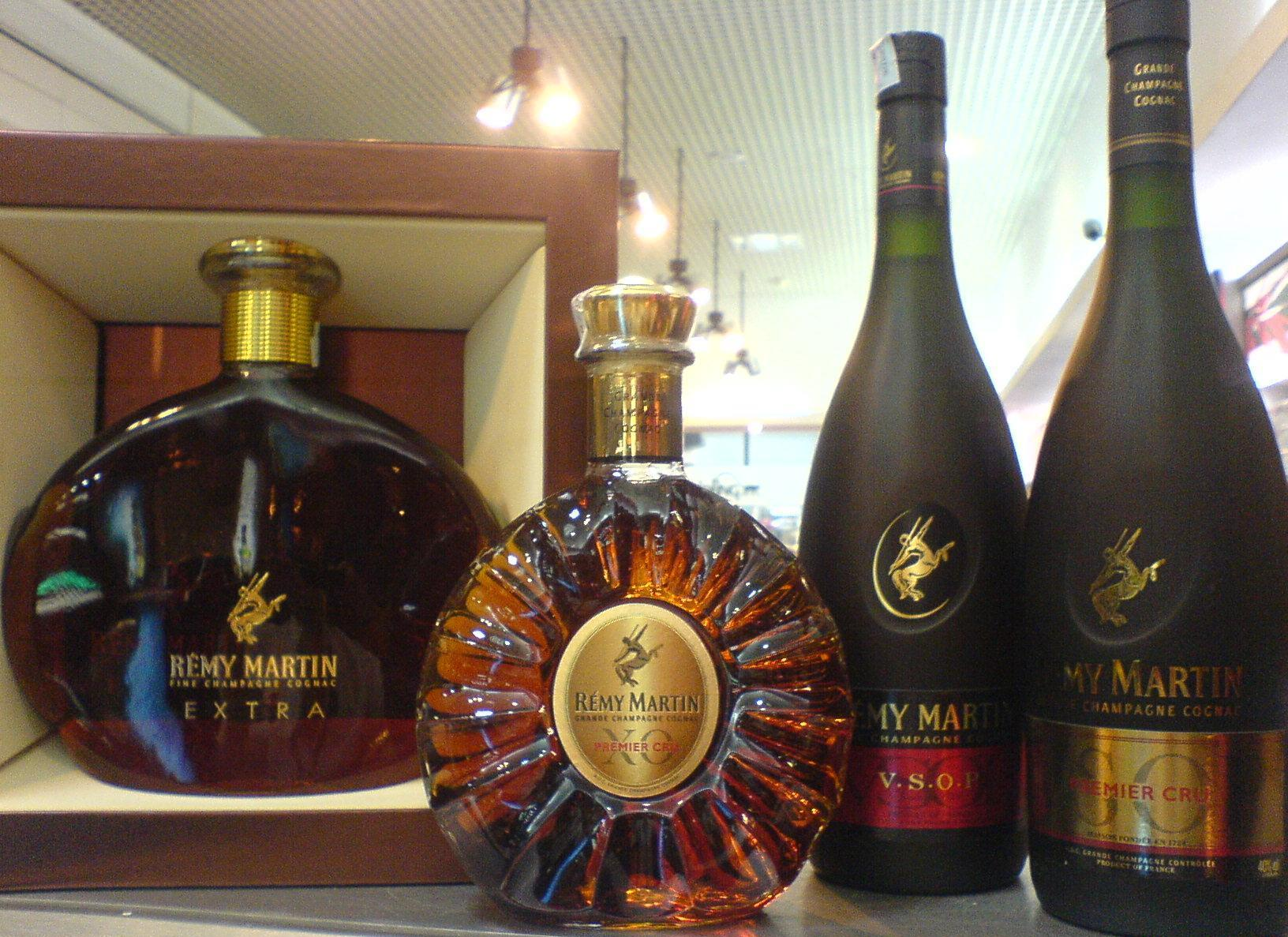
Rémy Martin

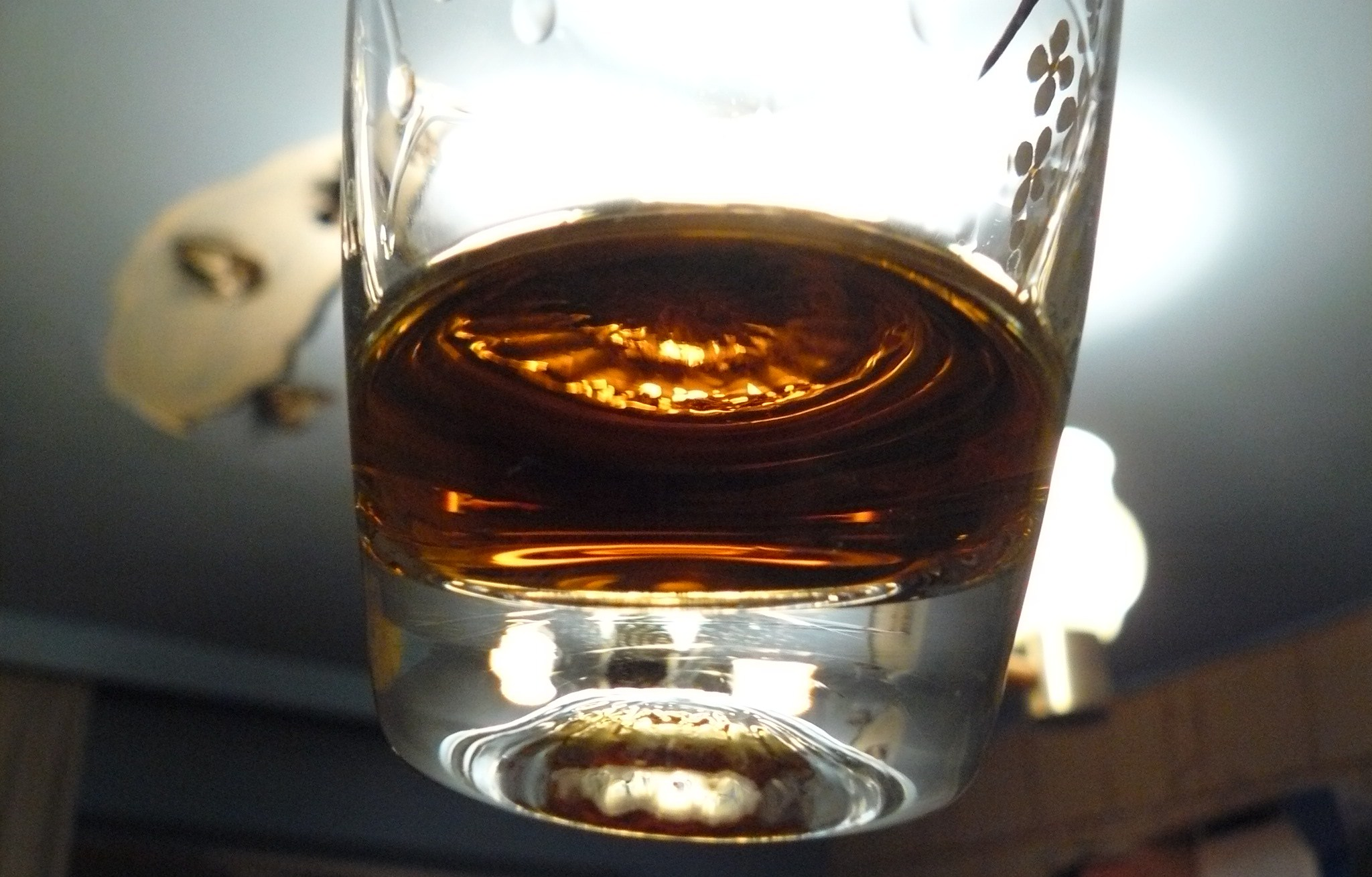
Rémy Martin - barwa

Rémy Martin – koniak z rejonu Cognac we Francji, stworzony przez francuskiego winiarza, Rémy Martina w 1724 r. Obecnie wytwarzany przez powstałą w 1991 r. spółkę Rémy Cointreau Group.

## Rodzaje
- Rémy Martin Grand Cru
- Rémy Martin VSOP
- Rémy Martin Club
- Rémy Martin 1738 Accord Royal
- Rémy Martin Coeur de Cognac
- Rémy Martin XO Spécial
- Rémy Martin XO Excellence
- Rémy Martin Extra
- Louis XIII de Rémy Martin

### Specjalne edycje na potrzeby sprzedaży bezcłowej
- Rémy Martin VSOP Reserve Exclusive
- Rémy Martin XO Premier Cru
- Rémy Martin Cognac de voyage Sea Line
- Rémy Martin Cognac de voyage Altitude
- Rémy Martin Cognac de voyage Trek
- Remy Martin What Now

## Obecność w kulturze masowej
Rémy Martin jest jedną z najpopularniejszych marek koniaków we współczesnej kulturze pop. Wymieniany jest w piosenkach raperów wspomina go m.in. Sentino w piosence "Remy Martin", Eminem w piosence "Marshall Mathers", Dr.Dre w utworze "Let Me Ride" oraz DMX w ''Love that bitch''.   W filmie Wściekłe psy mafiozo Joe "Daddy" Cabot (grany przez Lawrence'a Tierneya) proponuje Rémy Martina Vicowi Vedze (grany przez Michaela Madsena). Występuje także w teledysku "Blurred Lines" oraz "Give It 2 U" Robina Thicke.
Rémy Martin jest jednym z głównych składników w popularnym drinku Chewbacca Juice.